# Санкт Гилген
Санкт Гилген (на немски: Sankt Gilgen) е село в северозападна Австрия, част от окръг Залцбург-Умгебунг на провинция Залцбург. Населението му е около 3900 души (2018).
Разположено е на 545 метра надморска височина в северния край на Северните Варовикови Алпи, на брега на езерото Волфгангзее и на 25 километра източно от центъра на град Залцбург. Селището се споменава за първи път през 1376 година, а през 1893 година е свързано с железопътната мрежа, като през следващите години се превръща в курорт.

## Известни личности
Починали в Санкт Гилген
- Фридрих фон Визер (1851 – 1926), икономист